# Whiplash (Metallica-Lied)
Whiplash (engl. für: „Schleudertrauma, Peitschenhieb“) ist ein Lied der US-amerikanischen Metal-Band Metallica. Es wurde 1982 erstmals live aufgeführt und erschien 1983 auf ihrem Debütalbum Kill ’Em All und in einer Remix-Version als erste Single der Band veröffentlicht. Der Liedtext gilt als möglicher Ursprung der Bezeichnung des unter anderem durch Metallicas Debüt initiierten Genres Thrash Metal.

## Musikstil
Whiplash basiert auf einem schnellen Riff mit einem „Gestrüpp aus Sechzehntel-E-Noten“, Lars Ulrichs „gewandtem Snare-Muster“ und den „das Herz anhaltenen Momenten, wo alles stoppt und James ‚Whiplash!‘ bellt“. Das Stück enthält auch eine lange, zentrale, instrumentale Sektion, bei der das Tempo erst gedrosselt wird und dann ein Solo folgt, aber keine wirklich langsamen Passagen. Joel McIver beschreibt die Musik als „wirklich ungekünstelt“ und nach höchstens sechs Monaten Gitarrenerfahrung spielbar, aber sehr schnell und live sehr unterhaltsam.

## Liedtext
Tom King bezeichnete den Liedtext mit Versen wie „Bang your head against the stage like you never did before / Make it ring, make it bleed, make it really sore“ als lächerlich. Joel McIver zufolge sagen diese Verse einiges über das Niveau ihrer Kompositionen 1983 aus.

## Rezeption
Tom King bezeichnete Whiplash im Buch Metallica - Uncensored On the Record als „[o]hne weiteres das einprägsamste Lied“ auf ihrem Debütalbum, ihr bis dato schnellstes Lied „und gleichzeitig das lyrisch lächerlichste“. Als durchgehend schnelles Stück etablierte es Metallica als Thrash-Metal-Band. Es hatte einen erheblichen Einfluss auf zahlreiche Hörer. Der ehemalige Morbid-Angel-Sänger und -Bassist Steve Tucker hörte es erstmals im Alter von 12 Jahren und wurde dadurch inspiriert, selbst Musiker zu werden; er hörte bis dahin viel Iron Maiden, kannte aber keine mit Whiplash vergleichbare Musik.
Jan Fleckhaus und Christof Leim, die Autoren eines Artikels des Metal Hammer über Kill ’Em All und Slayers Debütalbum, bezeichnen Whiplash als „Klassiker“ und „vielleicht wichtigsten Ur-Thrash-Song überhaupt“. In diesem Artikel gab Scott Ian von Anthrax an, es komme ihm, so gut das Album auch sei, „manchmal […] so vor, als würde die Platte erst mit ‚Whiplash‘ richtig losgehen“, und Marcel „Schmier“ Schirmer von Destruction gab auf die Frage „Bestes Thrash Metal-Album und warum“ Kill ’Em All an und begründete dies damit, dass das Album „der Anfang der Bewegung“ sei: „Das Wort ‚Thrash‘ wurde geboren (in dem Song ‚Whiplash‘).“ Seine Band coverte Whiplash für den 2002 veröffentlichten Tribut-Sampler A Tribute to the Four Horsemen. Abaddon von Venom coverte das Lied für The Blackest Album – An Industrial Tribute to Metallica; Wolf-Rüdiger Mühlmann vom Rock Hard warf Abaddon vor, dieser habe „das Wort ‚Industrial‘ höchstens mal im Fremdwörterbuch gelesen […]. Sorry, ABADDON. Bitte schreib’ lieber neue Venom-Songs, statt ‚Whiplash‘ zu vergewaltigen...“ Das Lied wurde außerdem von Motörhead 2004 für Metallic Attack – The Ultimate Tribute gecovert, wofür die Gruppe bei den Grammy Awards 2005 eine Auszeichnung in der Kategorie Best Metal Performance erhielt. Es war das erste und einzige Mal, dass die Band den Preis entgegennahm.